# 克里尼查謨爾斯卡
克里尼查謨爾斯卡（波蘭語：Krynica Morska）是波蘭波美拉尼亞省的一個城鎮，人口約1100人。該城鎮位於格但斯克灣與維斯圖拉潟湖之間的維斯瓦沙嘴上。